# Lompenoorlog

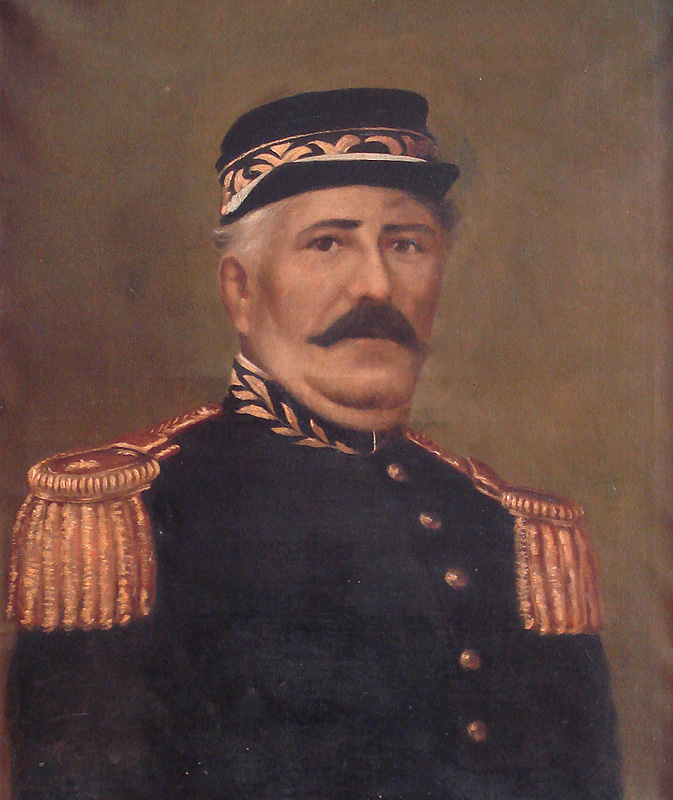
Generaal Antônio de Sousa Neto (1801–1866)

Vlag van de Republiek Piratini

De Lompenoorlog (Portugees: Guerra dos Farrapos of Revolução Farroupilha) (20 september 1835 tot 1 maart 1845) was een gewapend conflict tussen de Braziliaanse keizerlijke regering enerzijds en separatisten anderzijds. De rebellen, onder aanvoering van de generaals Bento Gonçalves da Silva en Antônio de Sousa Neto, gaven zich over in 1845.

## Aanleiding
Op 20 september 1835 kwam de Braziliaanse provincie Rio Grande do Sul in opstand vanwege, onder andere, verhoogde belastingen op rundvlees. De in deze provincie geproduceerde charqui, een soort gedroogd vlees, kon daardoor niet concurreren met het rundvlees uit Uruguay en Argentinië.

## Republiek Piratini
Bento Gonçalves da Silva veroverde 20 september 1835 de hoofdstad Porto Alegre. De president van Rio Grande do Sul, Antonio Rodrigues Braga, vluchtte en de opstandelingen kozen Marciano Pereira Ribeiro als hun nieuwe president. Op 15 mei 1836 viel Porto Alegre terug in de handen van de keizerlijke regering en kon daarna niet meer worden heroverd door de opstandelingen. Generaal Antônio de Sousa Neto riep op 11 september 1836 de republiek Piratini uit, met Gonçalves da Silva als president. Deze werd gevangengenomen door keizerlijke troepen, maar slaagde in 1837 er in om te vluchten.

## Uitbreiding van de opstand
In 1839 sloot Giuseppe Garibaldi zich aan bij de separatisten, en de opstand breidde zich uit naar de noordelijke provincie Santa Catarina. Daar werd de republiek Juliana uitgeroepen met als hoofdstad Laguna. In juli 1839 vormde de Republiek Piratini een confederatie met de Republiek Juliana, maar de laatstgenoemde republiek zou maar vier maanden blijven bestaan.

## Einde
In 1842 namen de separatisten een liberale grondwet aan. Datzelfde jaar werd Luís Alves de Lima e Silva benoemd tot president van Rio Grande do Sul en opperbevelhebber van de troepen, belast met het neerslaan van de opstand. Hij slaagde erin een vreedzame oplossing te vinden: op 1 maart 1845, ondertekenden beide partijen het Verdrag van Ponche Verde. In dat verdrag werd de separatisten amnestie beloofd, opname in het keizerlijke leger, terugbetaling van de schuld van de Republiek Piratini en een tarief van 25 procent op ingevoerde charqui.